# دوروثي ستيوارت
دوروثي ستيوارت (بالإنجليزية: Dorothy Stewart)‏ هي رسامة أمريكية، ولدت في 1891، وتوفيت في 1955.

## وصلات خارجية
- دوروثي ستيوارت على موقع ميوزك برينز (الإنجليزية)